# Romifidine
 (juin 2021).
Si vous disposez d'ouvrages ou d'articles de référence ou si vous connaissez des sites web de qualité traitant du thème abordé ici, merci de compléter l'article en donnant les références utiles à sa vérifiabilité et en les liant à la section « Notes et références ».
La romifidine est un α2-agoniste utilisé en anesthésiologie vétérinaire, surtout en prémédication. Elle est utilisée principalement chez le grandes espèces, comme le cheval.

## Mode d'action
La romifidine agit sur les récepteurs adrénergiques α2 localisés dans le système nerveux central et le cœur. Elle diminue la libération de noradrénaline et provoque une inhibition du système nerveux sympathique. Ainsi, la romifidine est responsable d'une diminution de la vigilance, de la nociception et du tonus musculaire.
À l'étage cardiaque, elle provoque une bradycardie : la fréquence cardiaque diminue de 40 à 50 % par rapport aux valeurs habituelles.
La médétomidine agit également sur les récepteurs adrénergiques α1 – son affinité pour les récepteurs α2 est 440 fois plus grande que pour les récepteurs α1 – ce qui provoque, dans un premier temps, une vasoconstriction périphérique et une hypertension puis, une hypotension.

## Utilisation, posologie
La romifidine possède une activité sympatholytique. Elle est utilisée en médecine vétérinaire comme sédatif, analgésique et myorelaxant.
En anesthésiologie, elle est indiquée pour la prémédication et la sédanalgésie. Elle potentialise la narcose et la myorelaxation des anesthésiques halogénés volatils : halothane, isoflurane…
Chez le chien, la romifidine est utilisée à la dose de 40  à   120 μg·kg-1 par voie intramusculaire, intraveineuse ou sous-cutanée, tandis que, chez le chat, la dose est de 200  à   400 μg·kg-1 par voie intraveineuse, intramusculaire et sous-cutanée. Elle agit en 10 minutes par voie intraveineuse et en 10 à 15 minutes par voie intramusculaire.

## Effets secondaires
La romifidine provoque une dépression cardio-respiratoire importante à l'origine d'une bradycardie sinusale et d'une bradypnée dose-dépendantes. Elle induit également une hypotension et des dysthermies.
Elle diminue les contractions des muscles lisses : elle freine ainsi la motricité gastro-intestinale.

## Contre-indications

### Contre-indications relatives
- Hyperkaliémie
- Insuffisance rénale

### Contre-indications absolues
- Insuffisance cardiaque
- États de choc
- Insuffisance hépato-cellulaire grave
- Obstacles mécaniques au péristaltisme

## Interactions médicamenteuses
L'acépromazine peut potentialiser l'hypotension provoquée par la romifidine. L'administration concomitante de sulfonamides potentialisés avec du triméthoprime peut induire des arythmies fatales.

## Antagonisation
La romifidine est antagonisée par des α2-antagonistes, comme l'atipamézole et la yohimbine.

## Médicaments vétérinaires disponibles en France
- Romydis (romifidine)
- Antisédan (atipamézole)